# Distrifrut
Distrifrut este o companie importatoare de fructe proaspete din România, înființată în 1998.
În mai 2009, Distrifrut a fost cumpărată de furnizorul său, producătorul american Dole.
Înaintea acestei tranzacții acționarii Distrifrut erau holdingul libanez Na-Plus SAL, cu o participație de 99,38%, și omul de afaceri român de origine libaneză Said Slim (0,62%).
În anul 2005 Distrifrut deținea o cotă de 50% pe piața bananelor, iar în portofoliul companiei se aflau mărcile Dole și Le Fruit D'Or, Distrifrut fiind unic distribuitor al celor două branduri.
Compania distribuia la acea dată circa 25% din importurile de fructe realizate în rețelele mari de magazine.
Cifra de afaceri în 2007: 31 milioane euro